# Hilaria belangeri
Hilaria belangeri là một loài thực vật có hoa trong họ Hòa thảo. Loài này được (Steud.) Nash mô tả khoa học đầu tiên năm 1912.